# عملیات برون‌مرزی
عملیات برون‌مرزی در قانون بین‌المللی اجرای قانون یا عملیات نظامی انجام شده در خارج از قلمرو یا حوزه قضایی دولتی است. تحت قوانین بین‌الملل این فعالیت‌ها به‌طور کلی بسیار محدود است و اگر دولتی درگیر اجرای قانون یا عملیات نظامی در داخل دولت دیگر بدون به دست آوردن رضایت آن دولت شود به عنوان نقض حاکمیت یک دولت شناخته می‌شود :
| «                                               | اولین محدودیت قانون بین‌الملل برای یک دولت این است که -بدون اجازه- از قدرتش در دولت دیگر استفاده نکند. | » |
| —Permanent Court of International Justice, 1923 | |   |